# Eggenburgium
Das Eggenburgium (auch Eggenburg-Stufe, Eggenburgien) ist eine regionale chronostratigraphische Stufe des Miozäns (Neogen) im zentralen Paratethys-Bereich. Sie wird etwa mit dem unteren Teil der internationalen chronostratigraphischen Stufe des Burdigaliums korreliert. Das Eggenburgium ist in absoluten Zahlen etwa in den Zeitraum von 20,8 bis 18,3 Millionen Jahren zu stellen. In der zentralen Paratethys folgt auf die regionale Stufe des Eggenburgium die regionale Stufe des Ottnangium; darunter lagert die regionale Stufe des Egerium.

## Namengebung und Stratotyp
Die Stufe ist nach der Stadt Eggenburg in Österreich benannt. In deren Nähe liegt auch das Typprofil (Stratotyp): Loibersdorf (Gemeinde Gars am Kamp). Der Name und die Stufe wurde 1968 vom österreichischen Geologen und Paläontologen Fritz F. Steininger und dem tschechischen Geologen Ján Seneš 1968 vorgeschlagen.

## Definition
Die untere Grenze des Eggenburgium ist im Paratethys-Bereich mit dem Einsetzen einer typischen Kammmuschel-Fauna definiert: Pecten beudanti, Pecten pseudobeudanti, Pecten hornensis, Chlamys holgeri, Chlamys imcomparabilis und Chlamys palmata. Die Obergrenze (und zugleich die Untergrenze des Ottnangium) ist durch das Erscheinen der Kammmuschel Flabellipecten hermannensis, Chlamys submalvinae, Chlamys pavonacea, Chlamys albina und Pecten fotensis definiert. Die Stufe entspricht somit dem unteren Teil der internationalen Burdigalium-Stufe.